# Rhabdotohispa
Rhabdotohispa is een geslacht van kevers uit de familie bladkevers (Chrysomelidae).
De wetenschappelijke naam van het geslacht werd in 1913 gepubliceerd door Maulik.

## Soorten
- Rhabdotohispa scotti Maulik, 1913